# Grönaktig tangara
Grönaktig tangara (Sicalis olivascens) är en fågel i familjen tangaror inom ordningen tättingar.

## Utseende
Grönaktig tangara är en liten, finkliknande tangara. Hanen har som namnet avslöjar en grönaktig fjäderdräkt. Honan är noterbart färglös och utan särskilda kännetecken. Faktum är att avsaknaden av streckning eller kontrasterande bjärt gula områden är en särskiljande egenskap i sig. Liknande gulhuvad tangara har längre vingar.

## Utbredning och systematik
Grönaktig tangara förekommer i Anderna och delas in i tre underarter med följande utbredning:
- Sicalis olivascens salvini – norra Peru (La Libertad till Huánuco, Junín och Ayacucho)
- Sicalis olivascens chloris – Andernas västsluttning från Peru (Ancash) till norra Chile (Coquimbo)
- Sicalis olivascens olivascens – sydöstra Peru (Cusco) till västra Bolivia och nordvästra Argentina

### Familjetillhörighet
Liksom andra finkliknande tangaror placerades denna art tidigare i familjen Emberizidae. Genetiska studier visar dock att den är en del av tangarorna.

## Levnadssätt
Grönaktig tangara är en vanlig fågel i Andernas förberg. Där ses den i öde klippiga kanjoner, byar, odlingsterasser och snåriga sluttningar, mestadels på lägre nivåer än altiplanotangara.

## Status
Arten har ett stort utbredningsområde och beståndet anses stabilt. Internationella naturvårdsunionen IUCN listar den därför som livskraftig (LC).